# Pino (Lugo)
Pino (llamada oficialmente Santa María de Piño) es una parroquia y una aldea española del municipio de Puebla del Brollón, en la provincia de Lugo, Galicia.

## Otras denominaciones
La parroquia también es conocida por el nombre de Santa María de Pino.

## Geografía
Está delimitada por Mosteiro y Freituxe al norte; Parte y Eixón por el sur; Ferreirúa, Veiga y Santalla de Rey por el este, y Ribas Pequeñas por el oeste.
| Noroeste: Mosteiro (Bóveda)         | Norte: Freituxe (Bóveda) | Noreste: Ferreirúa       |
| Oeste: Ribas Pequeñas (Bóveda)      |                          | Este: Veiga              |
| Suroeste: Parte (Monforte de Lemos) | Sur: Eixón               | Sureste: Santalla de Rey |

## Historia
Se conservan restos de un castro prehistórico muy cerca de la actual localización de la aldea.
Se fundó con carácter de parroquia de Santa María de Piño el 18 de mayo de 1222. En 1477, el abad de Castro de Rey de Lemos le da a Pedro Fernández el casal de Piño.
En algunos documentos del siglo XIII aparece esta parroquia con el nombre de Ecclia Pinu, Sancta Maria.

## Organización territorial
La parroquia está formada por seis entidades de población, constando una de ellas en el nomenclátor del Instituto Nacional de Estadística español:
- Piño
  - Corral da Gándara
  - Lugar (O Lugar)
  - Pacio (O Pacio)
  - Requeixo
  - Suhortos
- Vales

## Demografía

### Parroquia
| Gráfica de evolución demográfica de Pino (parroquia) entre 2000 y 2020 |
|                                                                        |
| Datos según el nomenclátor publicado por el INE.                       |

### Aldea
| Gráfica de evolución demográfica de Piño (aldea) entre 2000 y 2020 |
|                                                                    |
| Datos según el nomenclátor publicado por el INE.                   |

## Patrimonio
- Iglesia de Santa María. Data del siglo XIX. Posee una nave rectangular, muros de cachotaría y cubierta a dos aguas. Sacristía adosada al presbiterio. Cuenta con retablos y esculturas en el interior.
- Castro de Piño.

## Festividades
- Las fiestas de la parroquia se celebran en honor a Santa Bárbara el primer sábado después de la Ascensión, normalmente en el mes de mayo.
- Celebraciones religiosas del Corpus Christi, San Antonio y Santa María.